# Sehstörung
Sehstörung ist ein oft laienhaft verwendeter Oberbegriff für alle in der Regel akuten visuellen Eindrücke, die außerhalb unseres gewohnten Wahrnehmungsspektrums liegen. Nicht nur vorübergehende Sehstörungen können organmedizinisch oder psychogen verursacht sein.
Beim Auftreten von Sehstörungen werden diese als etwas Ungewöhnliches, eben Störendes, betrachtet und in Unkenntnis oder Ermangelung einer exakten Bezeichnung oder Beschreibung mit dem allgemeinen Begriff Sehstörung bedacht, ohne dass damit genau beschrieben wäre, um welche Arten von Störung es sich denn handelt. Diese werden im Allgemeinen erst bei Erhebung einer Anamnese ermittelt und durch Untersuchungsergebnisse konkretisiert.
Sehstörungen können sich in vielen unterschiedlichen Variationen präsentieren. Hier beispielhaft einige Formen: Verschwommen-, Verzerrt- oder Unscharfsehen, unspezifische Lichtwahrnehmungen (Blitze), Licht- oder Blendungsempfindlichkeit, Doppelsehen, Farbsinnstörungen, Gesichtsfeldausfälle, Flimmern, Scheinbewegungen usw. Alle diese Sehstörungen können Symptome einer Krankheit darstellen, Auswirkungen einer konservativen oder operativen Behandlung sein oder auf einen akuten krankhaften Prozess hinweisen, der sich im Übrigen nicht zwangsläufig auf die Augen beschränken muss. Gleichwohl können deren Ursachen in vielen Fällen vollkommen harmloser Natur sein. Klarheit schafft hier in der Regel letztlich nur eine professionelle, ggf. ärztliche Beurteilung. In diesem Fall wird der wenig substantielle Begriff „Sehstörung“ zu einem konkreten Befund oder einer Diagnose, und spätestens dann kann auf ihn verzichtet werden.

## Anmerkung
1. ↑  Vgl. etwa Hermann Schloffer: Über die Grundlagen und Methoden der operativen Behandlung der Sehstörungen beim Turmschädel. In: Beiträge zur klinischen Chirurgie. Band 86, 1913, S. 265 ff.